# Самовизначення (партія)

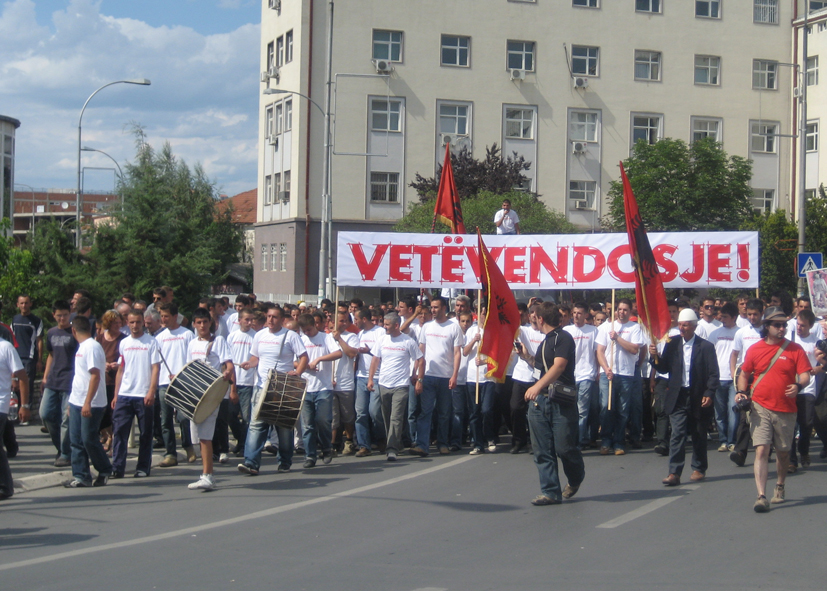
Мітинг «Самовизначення»

Самовизначення (алб. Vetëvendosje!) — ліва політична партія у Косові, широко засновує свою філософію на роботах Укшіна Хоті.
«Самовизначення» було засновано ідеологом ненасильницького опору Альбіном Курті, який отримав популярність у кінці 90-х організацією масових студентських акцій протесту.
10 лютого 2007 міжнародні поліцейські відкрили вогонь по організованій рухом шістидесятитисячній демонстрації, побоюючись, що натовп захопить урядові установи. Проти демонстрантів були застосовані гумові кулі і сльозогінний газ, проте поліцейські UNMIK з Румунії почали стріляти по обличчям демонстрантів. У результаті цього інциденту 2 особи загинуло та 7 отримали важкі поранення.
Партія виступає за виведення міжнародних сил і проти ведення переговорів з урядом Сербії до визнання ним незалежності РК. У 2010 році Курті заявив, що уряду РК слід вести переговори не з Сербією, а з Албанією (з питання про об'єднання). Роком раніше Курті назвав місію Євросоюзу (EULEX) колоніальною адміністрацією і заявив про готовність боротися проти неї. Крім масових демонстрацій, організація активно використовує графіті на стінах і автомобілях місії ООН.
12 грудня 2010 партія вперше взяла участь у парламентських виборах і отримала 88 652 (12,69 %) голосів і 14 місць. На виборах у 2014 «Самовизначення» отримало 99 397 (13,59 % голосів) і 16 місць, залишившись третьою найбільшою політичною силою в Асамблеї Косова.